# Microsoft Open Specification Promise
Microsoft Open Specification Promise（OSP）は、Microsoftが2006年9月に公開した、対象仕様 に準拠する範囲において、実装に対して特許を主張しない旨を約束した文書である。
OSPはライセンスではなく、Covenant not to sue（権利不行使特約）に近いものである。保護を約束するものであるが、いかなる権利を許諾するものでもない。
OSPは実装が仕様に適合している場合に限定している。 一部のみの実装でも許可される。 その場合、もし実装が仕様一部の側面では準拠して他方で乖離するような場合、仕様に合致している部分にのみ権利不行使特約が適用される。

## OSPは自由ソフトウェア/オープンソースのソフトウェアに保護を提供するか？
OSPはライセンスの具体的な定義に対して非依存的である。OSPが自由ソフトウェアおよびオープンソースのプロジェクトに十分であるかどうか、またOSPの保護を受益すべきかどうかについては議論がある。
Cover Pagesでは ローレンス・ローゼン（スタンフォード大学大学院法務研究科講師）の発言を引用している。趣旨は以下のとおり：
"このOSPが自由ソフトウェアおよびオープンソースのライセンスに互換性があるので喜んでいる。"
Linuxベンダー Red Hatの姿勢としては、弁護士マーク・ウェビンクが2006年に公表している：
"Red Hat としては、OSPの文面は記載された仕様をフリーでオープンなライセンスによって実装することに十分な実効性と柔軟性を備えていると信じる。
 Microsoftの、オープンソースコミュニティの第一人者たちに接触して文面にコメントを求め、コメントに基づいた修正を積極的に行った姿勢は賞賛できる。"

## ライセンスされた技術
Open Specification Promiseが適用されている技術は以下のとおり：

### Webサービス
| - Devices Profile for Web Services (DPWS) - Identity Selector Interoperability Profile v1.0 - Identity Selector Interoperability Profile v1.5 - Open Data Protocol (OData) - Remote Shell Web Services Protocol - SOAP - SOAP 1.1 Binding for MTOM 1.0 - SOAP MTOM / XOP - SOAP-over-UDP - Web Single Sign-On Interoperability Profile - Web Single Sign-On Metadata Exchange Protocol - WS-Addressing - WS-Addressing End Point References and Identity - WS-AtomicTransaction - WS-BusinessActivity - WS-Coordination - WS-Discovery - WSDL - WSDL 1.1 Binding Extension for SOAP 1.2 - WS-Enumeration - WS-Eventing - WS-Federation | - WS-Federation Active Requestor Profile - WS-Federation Passive Requestor Profile - WS-I Basic Profile - WS-Management - WS-Management Catalog - WS-MetadataExchange - WS-Policy - WS-PolicyAttachment - WS-ReliableMessaging - WS-RM Policy - WS-SecureConversation - WS-Security: Kerberos Binding - WS-Security: Kerberos Token Profile - WS-Security: Rights Expression Language (REL) Token Profile - WS-Security: SAML Token profile - WS-Security: SOAP Message Security - WS-Security: UsernameToken Profile - WS-Security: X.509 Certificate Token Profile - WS-SecurityPolicy - WS-Transfer - WS-Trust |

### Web
- OpenService フォーマット仕様（対象：アクセラレータ）
- Webスライス フォーマット仕様 Internet Explorer8で導入されたもの
- XML検索サジェスチョン フォーマット仕様

### 仮想化に関する仕様
- Virtual Hard Disk (VHD) イメージフォーマット仕様
- Microsoft Application Virtualization ファイルフォーマット仕様v1
- Hyper-V 機能仕様[8]

### セキュリティ
- RFC4406 – Sender ID: E-Mail 認証
- RFC4408 – Sender Policy Framework:"Mail From"内のドメインを利用した認証
- RFC4407 – 電子メールメッセージ中の「責任を持つはずのアドレス（Purported Responsible Address）」
- RFC4405 – 電子メールメッセージの「責任を持つ投函者」表示用SMTPサービス拡張
- RFC7208 – Sender Policy Framework(SPF) 電子メールのドメインを用いた認証[9]
- U-Prove 暗号化仕様 V1.0
- U-Prove Technology Integration into the Identity Metasystem V1.0

### オフィスファイル形式

#### Office XML ファイル形式
- Office 2003 XML リファレンス スキーマ
- Office Open XML 1.0–Ecma-376
- Office Open XML ISO/IEC 29500:2008
- OpenDocument Format for Office Applications v1.0 OASIS
- OpenDocument Format for Office Applications v1.0 ISO/IEC 26300:2006
- OpenDocument Format for Office Applications v1.1 OASIS

#### Office バイナリ ファイル形式
- Word 97-2007 バイナリファイルフォーマット (.doc) 仕様
- PowerPoint 97-2007 バイナリファイルフォーマット (.ppt) 仕様
- Excel 97-2007 バイナリファイルフォーマット (.xls) 仕様
- Excel 2007 バイナリファイルフォーマット (.xlsb) 仕様
- Officeドロー 97-2007バイナリ形式仕様

##### 構造仕様
- [MS-DOC]: Word バイナリファイルフォーマット（.doc)構造仕様
- [MS-PPT]: PowerPoint バイナリファイルフォーマット (.ppt)構造仕様
- [MS-XLS]: Excel バイナリファイルフォーマット (.xls)構造仕様
- [MS-XLSB]: Excel バイナリファイルフォーマットです (.xlsb)構造仕様
- [MS-ODRAW]： Office Drawing バイナリファイルフォーマット 構造仕様
- [MS-CTDOC]: Wordカスタムツールバー バイナリファイルフォーマット 構造仕様
- [MS-CTXLS]: Excelカスタムツールバー バイナリファイルフォーマット 構造仕様
- [MS-OFORMS]: Office Forms バイナリファイルフォーマット 構造仕様
- [MS-OGRAPH]: Office Graph バイナリファイルフォーマット 構造仕様
- [MS-OSHARED]: Office 共通データ型とオブジェクト 構造物仕様
- [MS-OVBA]: Office VBA ファイルフォーマット 構造仕様
- [MS-OFFCRYPTO]: オフィス ドキュメント暗号化 構造仕様

#### Office ファイル形式
- [MS-DOCX]: Word Extensions to the Office Open XML File Format (.docx) Specification
- [MS-ODRAWXML]: Office Drawing Extensions to Office Open XML Structure Specification
- [MS-PPTX]: PowerPoint Extensions to the Office Open XML File Format (.pptx) Specification
- [MS-PST]: Outlook Personal Folders File Format (.pst) Structure Specification
- [MS-XLSX]: Excel Extensions to the Office Open XML SpreadsheetML File Format (.xlsx) Specification

### Windows 複合形式
- [MS-CFB]Windows コンパウンド バイナリ ファイルフォーマット仕様

### グラフィック形式
- Windowsメタファイル フォーマット（.wmf) 仕様
- インク シリアライズ フォーマット (ISF) 仕様
- JPEG XR フォーマット (.jxr) 仕様

### マイクロソフトのコンピューター言語
- [MS-XAML]: XAML オブジェクトマッピング仕様 2006（draft v0.1)
- [MS-XAML]: XAML オブジェクトマッピング仕様2006 (v1.0)
- [MS-WPFXV]: WPF  XAML ボキャブラリー仕様 2006 （draft v0.1)
- [MS-WPFXV]: WPF XAML ボキャブラリー仕様 2006 (v1.0)
- [MS-SLXV]: Silverlight XAML ボキャブラリー仕様 2008（draft v0.9)

### ロボット工学
- 分散ソフトウェアサービス プロトコル – DSSP/1.0

### 同期
- FeedSync v1.0
- FeedSync v1.0.1

### Windows Rally テクノロジー
- Windows Connect Now – UFD and Windows Vista
- Windows Connect Now – UFD for Windows XP

### 既出のプロトコル
マイクロソフトの引用技術リストには、サードパーティーのプロトコルが多数列挙されており、マイクロソフトが創出したものではないが、特許の実装に必須とされている。

## Microsoft Community Promise
Microsoft Community Promise（CP）は、 Microsoftが2007年9月に公開した、対象仕様に準拠する範囲において、実装に対して特許を主張しない旨を約束した文書である。
仕様で必要とされている必須部分を全て実装し準拠する必要がある点でOSPと異なっている。

## 参照
- Microsoft
- 特許法の用語集